# Calybites phasianipennella
Calybites phasianipennella là một loài bướm đêm thuộc họ Gracillariidae. Nó được tìm thấy ở khắp châu Âu.
Sải cánh dài 10–11 mm. Con trưởng thành bay vào tháng 9 và overwinters as an adult, after which it can be found đến tháng 4 or tháng 5.
Ấu trùng ăn Chenopodium hybridum, Fallopia aubertii, Fallopia convolvulus, Lysimachia vulgaris, Lythrum salicaria, Oxyria digyna, Persicaria amphibia, Persicaria hydropiper, Persicaria lapathifolia, Persicaria maculosa, Rumex acetosa, Rumex acetosella, Rumex aquaticus, Rumex hydrolapathum và Rumex obtusifolius. Chúng ăn lá nơi chúng làm tổ.